# Унгуты
Унгут — тюрко-монгольский народ. В ранние Средние века жили в южных районах Монголии, в северных границах Китая. Их общая численность в XIII веке была около 20 тысяч человек (4 тысячи домов). Унгуты были из тюркских народов, после монголизировались. В составе монгольской армии в XIII веке расположились на территории Средней Азии. Со временем, включались в состав местных народов, забыли свои этнические имена. На данный момент Унгуты проживают в Казахстане, в Кызылординской области, а также в 1930 году с Кызылорды 40 семей переехало в село Куянда Камыстинского района Костанайской области. Унгуты в настоящее время представляют собой ветвь рода жаппас племени байулы в составе Младшего жуза.